# Y học chuyển dịch
Y học chuyển dịch (translational medicine), cũng được gọi là khoa học chuyển dịch (translational science), theo Hội đồng Y học Chuyển dịch Châu Âu (EUSTM), là một nhánh đa chuyên ngành thuộc lĩnh vực y sinh được hỗ trợ bởi ba trụ cột chính: bàn thí nghiệm (benchside), giường bệnh (bedside) và cộng đồng (community). Mục đích của y học chuyển dịch là nhằm kết hợp các ngành học, nguồn tài nguyên, chuyên môn và kỹ thuật trong các trụ cột này để thúc đẩy sự cải tiến trong phòng ngừa, chẩn đoán và trị liệu. Y học chuyển dịch phát triển các ứng dụng thực hành lâm sàng từ các khía cạnh của khoa học cơ bản trong khoa học y sinh, nghĩa là chuyển dịch các nghiên cứu từ khoa học cơ bản sang khoa học ứng dụng trong thực hành y tế. Theo đó, y học chuyển dịch là một lĩnh vực đa ngành cao cấp với mục tiêu chính là hợp nhất các nghiên cứu khác nhau trong các trụ cột riêng lẻ nhằm cải thiện hệ thống chăm sóc sức khỏe toàn cầu một cách đáng kể.

## Lịch sử
Y học chuyển dịch là một lĩnh vực đang phát triển nhanh chóng trong nghiên cứu y sinh, đẩy nhanh quá trình khám phá công cụ chẩn đoán và phương pháp điều trị mới bằng cách sử dụng một phương pháp tiếp cận đa ngành, hợp tác mạnh mẽ, tiếp cận từ "bàn thí nghiệm đến giường bệnh" (benchside-to-bedside). Trong lĩnh vực y tế cộng đồng, y học chuyển dịch tập trung vào việc đảm bảo các chiến lược phòng bệnh và điều trị (đã được chứng minh) được triển khai trong cộng đồng.